# Ultra Space Battle Brawl
『Ultra Space Battle Brawl』は、インドネシアのインディーゲームスタジオMojiken Studioが開発しToge Productionsより2018年7月5日に発売された対戦アクションゲーム。

## 概要
宇宙空間で行われるエアホッケーやアイスホッケーのような架空のスポーツ「Ultra Space Battle Brawl（USBB）」がテーマで、様々な思惑を抱いて大会のトーナメントに出場する学生たちが優勝を目指して競い合う。
本作の作風には格闘ゲームの『ストリートファイター』の影響があり、開発元のMojiken Studioの公式サイトでは、（コンピュータゲーム黎明期の卓球ゲームである）『ポン』と格闘ゲームと1980年代の美学を組み合わせたパーティーゲームと紹介している。また、インドネシアの要素をゲームに入れたいという開発陣の考えが反映されており、登場キャラクターがインドネシアの人々のように描かれているほか、BGMにはインドネシア発祥のハウスミュージックジャンルであるファンコットの楽曲を用いている。

## システム
ゲームモードは、選択した操作キャラクターを主人公として8連戦を行う「ストーリー」モードと、キャラクターを選択して1対1、1対2、2対2の人数で対戦を行う「バーサス」モードがある。また、ストーリーモードのプレイを重ねることで「ギャラリー」モードに様々なイラストが追加され閲覧できるようになる。
前述のように対戦形式はエアホッケーやアイスホッケーに似ている。キャラクターを操作してパックを打ち合い、敵陣にあるクリスタルを先に破壊した側の勝利となる。
フィールドの左右の陣地（左はチームパープル（紫）、右はチームイエロー（黄））の端にクリスタルがあり、その周囲を、操作キャラクターの頭部を模した10個のマスコットが守っている。敵陣のマスコットはパックを2回当てると消滅させることができる。敵陣のクリスタルにパックを当てると相手の耐久ゲージが減少し、5回当てて破壊すれば勝利となる。勝負がつく前に制限時間切れとなった場合はクリスタルの残り耐久ゲージが多いほうが勝利で、同数の場合は両者勝利の扱いとなる。なお、対戦中のパックの色はパックを打ったチームの色に変化し、自陣の色のパックが自陣のマスコットやクリスタルに当たっても損害を与えることはない（つまりサッカーにおけるオウンゴールのようなことは起きない）。
各キャラクターには以下の4つの能力値が設定されている。
- パワー - 値が高いほど、打ち返したパックの速度が速い。
- スピード - 値が高いほど、移動スピードが速い。
- アタックレンジ - 値が高いほど、打ち返す動作をパックに当てる範囲が広い。
- アタックスピード - 値が高いほど、打ち返す動作の速度が速い。

また、各キャラクターは固有技を持っている。敵陣のマスコットを消滅させた際に自分のチームの固有技ゲージが少し上昇かつ相手チームの固有技ゲージが多めに上昇し、ゲージが溜まりきると固有技を発動させることができる。

## ステージの種類
クラシックモード
クリスタルが縦長で前方にマスコットが並んでいる。
サークルモード
中段にあるクリスタルの周りをマスコットが半円状に囲んでいる。
バンパーモード
中段にあるクリスタルの上、下、横をマスコットが囲んでいる。ステージ中央にはパックを跳ね返すバンパーが縦に2つ並んで配置されている。
コーナーモード
クリスタルが上と下の隅にそれぞれ1つあり、マスコットが5つずつ囲んでいる。クリスタルの耐久値は上が3で下が2。
リングモード
クリスタルの周りをマスコットが囲んでいる。クリスタルとマスコットは対応する陣営のキャラクターの動きに合わせて上下する。
カオスモード
上記5つのステージの形式からランダムで設定される。ステージ内には隕石が複数漂っており、パックを繰り返し当てることで消滅する。

## 操作キャラクター
ジャルワニ (Djarwani)
声 - Eka Pramudita M
孤児院育ちの男子学生。対戦時には金属バットを用いる。
生後間もない時期に両親は息子を残して「大いなる銀河航海」に参加し地球を離れている。孤児院で喧嘩に明け暮れ他を圧倒している中でUSBBトーナメントのことを知り、活躍すれば親と再会できるとの望みを抱いて出場する。
全ての能力値が平均値に近い。固有技「パワースマッシュ」は、放ったパックの威力が倍増し、敵陣のマスコットに当てると即消滅、クリスタルに当てると耐久ゲージを2つ分減らす。
アキフ (Akifu)
声 - Pramono Adhi W
コンピュータオタクの男子学生。対戦時には自身の両手の親指を用いる。
社会との関わりを絶ちストイックにゲーム開発を行う姿勢から反政府ハッカー集団の一員と誤解され、火星のテクノロジー学校に飛ばされてしまう。USBBトーナメントの開催を知り、自作のゲームを銀河中に広める機会ととらえて出場を決める。
アタックスピードの値が全キャラクター中最高でスピードの値も高い。一方でパワーとアタックレンジの値は低い。固有技「ファストフィンガー」は、アタックスピードが高速になる。
ニャンモ (Nyammo)
声 - Eva Ayudhanarta
猫好きな女子学生。対戦時には定規を用いる。
公共施設の破壊活動を繰り返していたことが原因で銀河都市から地球の厳格な高校へ転校することになる。破壊活動の目的は野良猫たちの住み処を確保するためで、USBBトーナメントの優勝を機に活動の幅を広げようとしている。
全ての能力値が平均値に近いが、スピードの値がやや高く、パワーの値がやや低い。固有技「エアスラッシュ」は、前方に衝撃波を放ち、離れた場所のパックに当てて打ち返すことができる。
ブロディン (Brodin)
声 - Masdito Bachtiar
紳士的な振る舞いを身上とする男子学生。対戦時には斧を用いる。
犯罪組織の罠にはめられて警察に誤認逮捕されたことで一族から恥さらしの烙印を押され、土星の進学校へ追放されてしまう。汚名を返上し社会復帰の足掛かりにしようとUSBBトーナメントへの出場を決意する。
パワーとアタックレンジの値が全キャラクター中最高。一方でスピードとアタックスピードの値は極端に低い。固有技「ボールチョップ」は、パックを打ち返した際にもう一つのパックを出現させる。このパックはクリスタルかマスコットに当たった時点で消滅する。
ドーラ (Dolah)
声 - Masdito Bachtiar
貧しい家で生活する男性。後述のラデンを除き、USBBトーナメント出場者の中で唯一学生ではない。対戦時には誘導棒を用いる。
幼い弟妹を養うために駐車場で働き小銭を稼ぐ日々を送っている。大都市に転居して生活を一からやり直すという夢を叶えるため、USBBトーナメントに身分を偽って出場する。
スピードとアタックレンジが平均値に近く、アタックスピードが高めでパワーがやや低め。固有技「インビジボール」は、打ち返したパックが見えなくなり、軌道だけが表示される状態になる。
ヤーユク (Yayuk)
声 - Eka Pramudita M
読書家の女子学生。対戦時には本を用いる。
人付き合いの苦手さや要領の悪さを周囲から度々非難されてきたが、両親の勧めで入学した火星のテクノロジー学校で優秀な成績を収め自信をつける。身につけた社交性を証明しようとUSBBトーナメントに出場し優勝を目指す。
アタックスピードの値が高く、スピードの値がやや高め。アタックレンジは平均値に近く、パワーの値は低い。固有技「ナレッジウォール」は、相手が放つパックを跳ね返す壁を作り出し前進させる。
トゥミニ (Tumini)
声 - Brigitta Rena
料理に興味を持つ女子学生。対戦時にはフライパンを用いる。
幼少期から極度に落ち着きがなく担当医も矯正に苦慮していたが、ある時フライパンを手にすると落ち着きが宿り、これを好機にと金星の職業訓練校の料理クラスを勧められ進学する。その後、学校内での実習に飽き始めた頃、希少食材の「マイシン」が外の世界にあると知り、USBBトーナメントへの参加を口実に外での食材探しを始める。
スピードの値が全キャラクター中最高でパワーの値がやや高い。一方でアタックレンジの値は低めでアタックスピードの値は極端に低い。固有技「ミニオンスナッチャー」は、敵陣のマスコットにパックを当てて消滅させると自陣のマスコットが補充される。
ロビン (Robin)
声 - Brigitta Rena
かつての独裁者を父に持つ女子学生。対戦時には卓球のラケットを用いる。
跡継ぎの息子を熱望する父に認められようと自国で盛んな卓球の鍛錬を続けていたが、父の失脚で星を追われ木星の体育大学へ入学する。USBBトーナメント出場を通じて卓球の実力と指導者としての資質を民衆に示し母国を再興させようと考えている。
スピードとアタックスピードの値がやや高く、パワーの値はほぼ平均値で、アタックレンジの値はやや低い。固有技「ドッペルゲンガー」は、ロビンの分身を創り出す。分身の位置はロビンの動きに合わせて上下の線対称の状態を保つ。
ドナ (Donna)
声 - Brigitta Rena
裕福な家庭に育った女子学生。対戦時にはバッグを用いる。
父が汚職スキャンダルで収監され財産が差し押さえられるが、父の指示で隠し財産を持って土星の進学校へ移り事態の鎮静化を待つ。しかし生来の浪費癖により数年で財産を使い切ったため、USBBトーナメントに出場し新たに金銭を得ようとする。
スピードとアタックレンジの値がほぼ平均値で、アタックスピードの値がやや高くパワーの値がやや低い。固有技「バキュームボイド」は、周囲に飛んできたパックを吸い寄せる。
ブディ (Budi)
声 - Elwin Lysander
中年のような見た目をした男子学生。対戦時にはハエたたきを用いる。
伝統菓子を扱う商店の息子だが怠け者で商才もなく、これを懸念する母により金星の職業訓練校に送られる。退屈な日常を過ごす中でUSBBトーナメントの話を聞き、学校にいるよりはましと考えて即座に出場を決める。
アタックレンジとアタックスピードの値が高めでスピードの値が平均値、パワーの値が低め。固有技「フライレギオン」は、ハエを大量に呼び出し、飛んできたパックを相手エリアに押し返す。
ラデン (Raden)
声 - Eka Pramudita M
USBBトーナメントの関係者。詳しい人物像は不明。対戦時には指のような形をしたあごひげを用いる。
ストーリーモードの最終ボス。バーサスモードでのみ操作キャラクターとして使用可能で、キャラクター選択画面では通常は非表示だが、左下にカーソルを合わせると表示される。
全ての能力値が平均値以上でスピードの値が高め。固有技「オールインワン」は、他のキャラクターの固有技をランダムで発動させる。

## 評価
- BIC Award 2017 「Excellence in Multiplayer」ノミネート[3]